# International Law Association
Die International Law Association (ILA) ist eine gemeinnützige nichtstaatliche internationale Organisation, deren Ziel die Verbreitung und Weiterentwicklung des Völkerrechts und des internationalen Privatrechts ist. Sie unterstützt insbesondere die Ausbildung sowie die akademische Forschung in diesen Rechtsgebieten und wirkt beratend im Bereich der Kodifikation und der praktischen Anwendung des internationalen Rechts. Der gegenwärtige Sitz der Organisation, die 1873 in der belgischen Stadt Brüssel gegründet wurde, ist London. Die ILA ist eine der ältesten Nichtregierungsorganisationen (NGO) der Geschichte und hat Beraterstatus bei einer Reihe von Spezialorganisationen der Vereinten Nationen.
Dem Verein gehören rund 3700 Privatpersonen als Mitglieder an, die in rund 50 nationalen Vereinigungen (Branches) organisiert sind. Die Mitgliedschaft in den nationalen Verbänden steht allen Menschen offen, die ein vertieftes Interesse am internationalen Recht haben und bereit sind, sich für die Völkerverständigung und die Achtung des internationalen Rechts einzusetzen. Oberstes Organ ist der geschäftsführende Vorstand (Executive Council). Für ihre Tätigkeit bestehen 24 verschiedene themenbezogene Komitees, ein wichtiges Forum zum Austausch sind darüber hinaus die alle zwei Jahre stattfindenden Konferenzen. Konkrete aktuelle Themen wie beispielsweise Vertragsentwürfe oder die Zusammenarbeit mit anderen internationalen Organisationen werden darüber hinaus in zeitlich befristeten Arbeitsgruppen behandelt, die in der Regel aus zehn bis zwölf vom Vorstand ausgewählten Experten bestehen.